# 特拉万卡 (圣玛利亚-达费拉)
特拉万卡是葡萄牙阿威罗区的一个堂区。总面积5.72平方公里，总人口2201人，人口密度384.8人/平方公里。